# Lucy Thomas (empresaria)
Lucy Thomas (de soltera Williams, bautizada el 11 de Marzo de 1781 – 27 18 de septiembre de 1847) fue una empresaria galesa y propietaria de una mina de carbón conocida como la "madre del comercio del carbón de vapor de Gales". Thomas se hizo cargo de la gestión de la mina de carbón de su marido Robert después de su muerte en 1833. Por inusual que fuera en esa época que una mujer dirigiera el negocio, más inusual aún era que fuera analfabeta. Los documentos comerciales conservados en los Archivos de Glamorgan muestran que ella firmó sólo con una X. Gran parte del éxito posterior de Thomas como empresaria fue embellecido por el historiador de Merthyr Charles Wilkins, quien escribió uno de los pocos artículos sobre su vida. Ahora se cree que George Insole, un agente de Cardiff, fue uno de los principales arquitectos de su éxito, aunque esto no disminuye la posición de Thomas como una de las pocas mujeres propietarias de carbón en la Gran Bretaña industrial. Se cuenta que Lucy una vez asistió a la Bolsa de Carbón en Cardiff sólo para que le dijeran que no podía entrar. Ella envió a un empleado masculino a la Bolsa de Carbón con una carta informando al establecimiento que "Mi carbón es igual al de cualquier hombre, no permitir la entrada hará que mi negocio llene los bolsillos de otro". 

## Fondo
Lucy Thomas (de soltera, Lucy Williams) fue bautizada en Llansamlet, Gales del Sur, el 11 Marzo de 1781;  ella es la hija de Job Williams y su esposa, Ann James. Se casó con Robert Thomas en Llansamlet el 30 Junio de 1802.  Robert era contratista de una planta de carbón y abastecía de combustible a Cyfarthfa Ironworks .  Tuvieron ocho hijos, seis varones y dos mujeres. 

## Como industrial
En 1824, Robert Thomas aceptó un contrato de arrendamiento anual de Lord Plymouth para la apertura y extracción de un pequeño nivel de carbón en Waun Wyllt, cerca de Abercanaid, al sur de Merthyr.   El contrato prohibía a Robert Thomas comerciar con las cuatro fábricas de hierro locales que eran propiedad de Lord Plymouth.  Aunque no se esperaba mucho de este nivel, fue el primero en alcanzar la "Costa de Cuatro Pies", un rico depósito de carbón de vapor de alta calidad.  Inicialmente, la mina vendía su carbón a hogares locales en Merthyr y Cardiff, y se construyó una línea de tranvía desde el nivel de Thomas hasta el Canal de Glamorganshire para permitir el transporte a los muelles de Cardiff .   Robert envió su carbón a través del canal hasta Merthyr desde julio de 1828 y a Cardiff desde febrero de 1829 (en particular, Robert abasteció a Richard Biddle, un comerciante de Cardiff, a partir de ese mes).   En noviembre de 1830, George Insole (en asociación con Biddle) había organizado el envío de 414 toneladas de carbón de vapor desde Waun Wyllt a Londres.   
Robert Thomas murió en 1833. A Lucy Thomas se le otorgaron cartas de administración para el patrimonio (tras haber firmado una fianza junto con su hijo William y George Insole).  A partir de ese momento, los pagos de Insole por el carbón despachado le fueron pagados a ella.   A través de Insole se firmó un contrato con los señores Wood and Company para suministrar a los comerciantes de carbón con sede en Londres una cantidad de 3.000 toneladas de carbón al año.   Estos primeros acuerdos con los mercados de Londres ayudaron a establecer la reputación del carbón galés y fueron la base sobre la que Thomas llegó a ser conocido como "la madre del comercio del carbón de vapor galés".   Aunque a Thomas se le atribuyeron estas iniciativas,  ahora se cree que gran parte del éxito se debió a Insole.   El embellecimiento de los logros de Thomas se atribuye hoy al historiador de Merthyr Charles Wilkins, quien escribió un relato sobre Thomas en 1888.   Wilkins tenía una inclinación por los toques imaginativos y su relato da la impresión de Thomas como una mujer emprendedora que buscaba establecer nuevos mercados, mientras que la evidencia actual sugiere que este trabajo fue realizado por sus agentes.  Investigaciones posteriores también han demostrado que se había enviado carbón a Londres desde Gales antes de que los Thomas comenzaran a extraer carbón de su nivel, y que los envíos desde Llanelli y Swansea se exportaban a la capital ya en 1824.  
El contrato de arrendamiento del nivel Waun Wyllt se rescindió a mediados de la década de 1830 y Thomas entonces arrendó el pozo vecino de Graig que también explotaba la veta de Four Foot.  

## Muerte y legado
En septiembre de 1847, Lucy Thomas contrajo fiebre tifoidea y murió dos semanas después, el 27 de septiembre de 1847. Septiembre de 1847 en su casa de Abercanaid.   Fue enterrada en la parcela familiar en el cementerio de la capilla unitaria de Cefn-coed-y-cymmer, cerca de Merthyr.  A pesar de la evidencia disponible hoy, el mito de Lucy Thomas como "la madre del comercio del carbón de vapor galés" ha perdurado,  probablemente en parte debido a la imagen de una viuda solitaria, analfabeta pero valiente involucrada en una industria dominada casi totalmente por hombres, pero también porque el negocio creció más de diez veces bajo su control en los catorce años desde la muerte de su esposo.  En 1906 se erigió una fuente conmemorativa en la calle principal de Merthyr Tydfil en conmemoración de Robert y Lucy Thomas, financiada en parte por el esposo de su nieta, William Lewis, primer barón de Merthyr .  